# Almacellas
Almacellas (oficialmente en catalán Almacelles) es un municipio y localidad española de la provincia de Lérida, en la comunidad autónoma de Cataluña. No debe confundirse con Almaciles (Granada). El término municipal, ubicado en la comarca del Segriá y lindante con Aragón, tiene una población de 6896 habitantes (INE 2024).

## Toponimia
La etimología de Almacellas, viene del árabe āl-māsayah/الماسية, que significa «el diamante». Su pronunciación catalán estándar es [əɫməˈsɛʎəs] y pronunciación catalán local es [aɫmaˈseʎes].

## Símbolos
El escudo de Almacellas se define por el siguiente blasón:  

Escudo losanjado truncado: al 1º de sinople, la clamor de Almacellas en forma de faja de argén resaltada de una mano contrapalmada de púrpura; y al 2º de oro, 4 palos de gules. Por timbre una corona mural de villa.»

Fue aprobado oficialmente el 17 de febrero de 2004. La mano es el señal parlante referente a la parte central del nombre de la villa (en catalán, "mano" es ma). Detrás se representa el clamor de Almacellas, el río que pasa por la población. Almacellas, que pertenecía a la ciudad de Lérida, después de su destrucción durante la sublevación de Cataluña (1640) fue declarada propiedad del patrimonio real y repoblada a partir de 1773. Los cuatro palos del escudo de Cataluña recuerdan los lazos de la villa con la Corona de Aragón.

## Demografía
Almacellas cuenta con una población de 6896 habitantes (INE 2024)
| Gráfica de evolución demográfica de Almacellas entre 1842 y 2021 |
| |
| Población de derecho según los censos de población del INE Población de hecho según los censos de población del INEEn estos censos se denominaba Almacellas: 1842, 1857, 1860, 1877, 1887, 1897, 1900, 1910, 1920, 1930, 1940, 1950, 1960, 1970 y 1981 |

Incluye las entidades de Mas del Lleó y La Saira (también con la grafía La Zayra, esta última también conocida como Almacelletas (Almacelletes).

## Comunicaciones
Almacellas está situada en el medio de una importante red de comunicaciones por carretera y a 6 km del aeropuerto de Lérida. Es un importante centro de comunicaciones dada la proximidad de la autovía A-2 (de Barcelona a Zaragoza), la autovía A-22 (de Lérida a Huesca y Pamplona) y la también proyectada autovía A-14, más conocida como la autovía del Valle de Arán.

## Economía

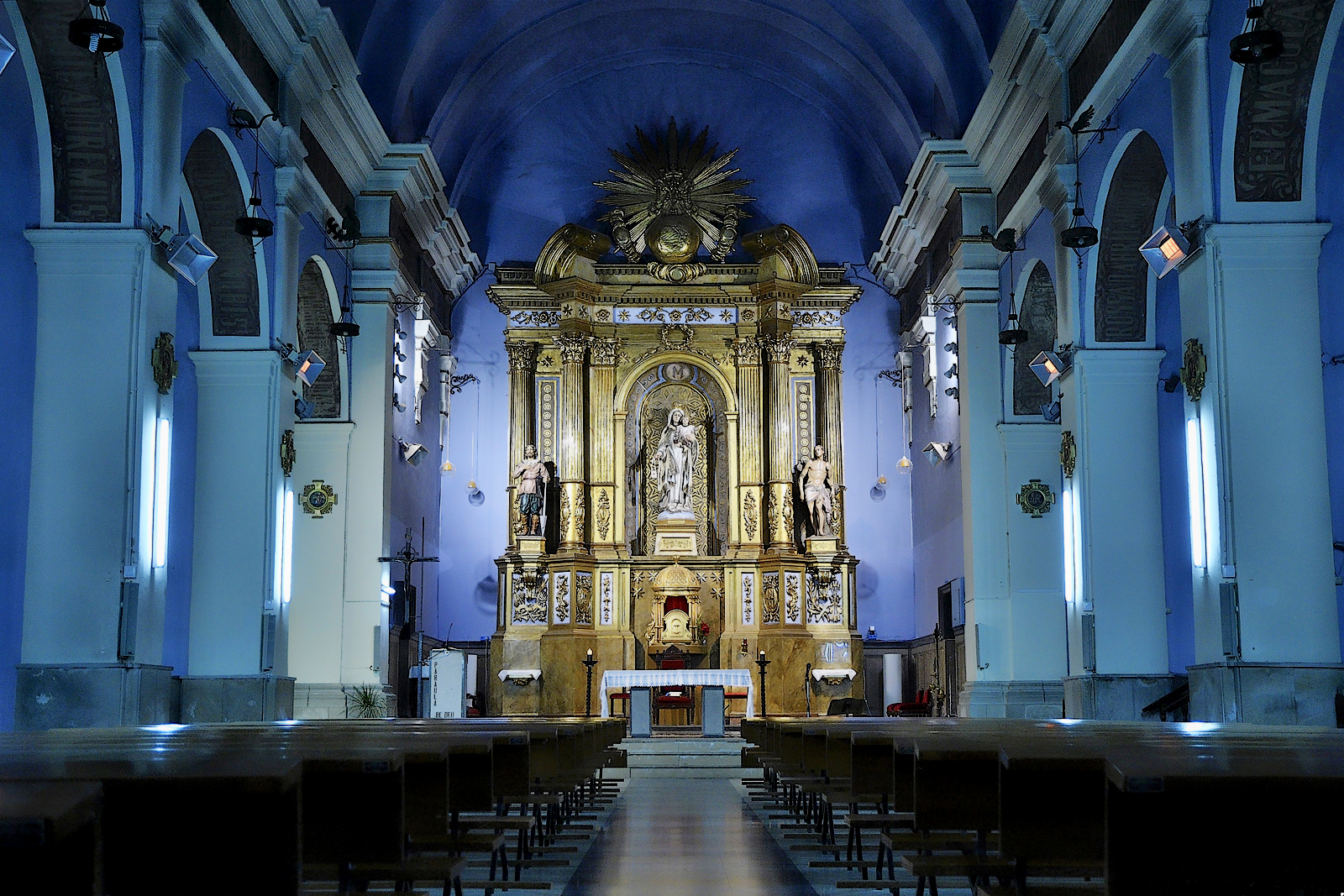
Iglesia de la Virgen de la Merced

Los principales recursos son la agricultura de regadío, la ganadería, y la industria agropecuaria y alimentaria.
En el año 1910, en Almacellas se produjo una auténtica revolución con la llegada de agua a través del canal de Aragón y Cataluña, que supuso un gran proceso de transformación de cultivos de secano a cultivos de regadío.
Se planteó una zona industrial conocida como Parque Industrial de Soporte Aeroportuario del Pla de Almacellas, que habría contado con más de dos millones de metros cuadrados y que habría desarrollado la empresa pública INCASÒL (Generalidad de Cataluña), y el Ayuntamiento de Almacellas. Esta gran zona industrial habría estado rodeada de una de las mejores redes de comunicaciones de las Tierras de Lérida, conectada por las autovías A-22 a 1 km (Lérida-Huesca), la A-14 a 10 km (de Lérida al Valle de Arán) y la A-2 a 10 km (de Barcelona a Madrid); además de la línea férrea de Madrid-Zaragoza-Barcelona (a 0,8 km) y el aeropuerto de Lérida tan solo 4 km de este sector industrial; sin embargo finalmente no se realizó.